# Élections générales tokelauanes de 2008
Des élections législatives eurent lieu à Tokelau du 17 au 19 janvier 2008. Il s'agissait d'élire les vingt membres du Fono général (assemblée législative nationale). Il n'y a pas de partis politiques à Tokelau, et les candidats étaient donc des indépendants. L'atoll d'Atafu est représenté par sept députés, tandis que Fakaofo a également sept représentants, et Nukunonu, six.